# Politisk myt
Politisk myt är en form av narrativ som har en motiverande och mobiliserande funktion i olika politiska sammanslutningar.
Fenomenet, att använda mytologiska berättelser för politiska syften, är betydligt äldre än begreppet. Exempelvis används ofta mytologiska berättelser för att legitimera ett lands styre, eller skänka det ett ärorikt förflutet. Karl Popper menar till exempel att totalitarismens historia, som han spårar från den då samtida nazismen och stalinismen tillbaka till Platon och Herakleitos via Hegel och Marx, drivits av myter. Myt, för Popper, är något som försöker göra det irrationella rationellt. Som exempel ger han Platons filosofstad och den marxistiska idén om revolution.
Politisk myt används idag som begrepp i bland annat politisk teori, diskursstudier, litteraturvetenskap och antropologi. Politisk myt används bland annat för att beteckna de narrativ som har en inspirerande eller mobiliserande funktion i ett samhälle, inom en politisk rörelse eller i teorier om politisk religion. Det finns många uppfattningar om vad som utmärker en politisk myt; till exempel noterade Ernst Cassirer att det mest förbryllande med myter inom politiken är den stora mängden tillgänglig empiri.

## Grundläggande drag och funktioner
Politisk myt har ofta använts i relation till specifika ideologier. Chiara Bottici lyfter i synnerhet fram syndikalisten och proto-fascisten Georges Sorels bruk av myten om generalstrejken och Arthur de Gobineaus skrifter om den ariska myten, som fick en central plats i den nazistiska ideologin.
En politisk myt är inte en politisk lögn, snarare en strömlinjeformning eller kraftig förenkling av mer komplexa narrativ. Duncan Bell har beskrivit myt som ett narrativ som ofta gör komplexa narrativ enkla och samstämmiga.
Det exakta innehåller i en politisk myt är inte heller särskilt viktigt, snarare är syftet, som till exempel Carl Schmitt hävdar, att skapa en ny moral. Miroslav Hroch menar att en politisk myt inte ska blandas ihop med tradition, eftersom traditionens mål är att legitimera nuvarande maktstrukturer som en organisk fortsättning av det förflutna, medan en myt snarare ser det förflutna som en inspirationskälla, och som han påpekar, faktiskt kan vara helt påhittad.
Chiara Botticis A philosophy of political myth är ett av de mer omfattande försöken att skapa en enhetlig teori om den politiska mytens funktion. Bottici utgår från två huvudsakliga spår. Först, att en politisk myt får sin betydelse genom att vara signifikant i den politiska enhet den används. Detta innebär att en politisk myt måste adressera utmaningar som ett samhälle står inför. Som en följd måste myten ständigt uppdateras för att förbli signifikant, och hennes bearbetning av den idén utgår från Hans Blumenbergs begrepp Arbeit am Mythos. För det andra måste en politisk myt kunna motivera och mobilisera det samhälle i vilken den används, vilket är i linje med hur begreppet används av Sorel i verket Réflexions sur la violence.

## Politisk myt och ideologier
Myter är vanliga i politisk diskurs och i sig ideologiska uttryck. Politisk myt är en av flera former av narrativ som fyller en ideologiska funktion. Darren Kelsey har beskrivet det nexus mellan politisk myt, diskurs och ideologi genom att hävda att de ingår i en ständigt förstärkande loop; diskursen konstruerar myten som bär ideologin, som i sin tur påverkar innehållet i och konstruerar diskursen.

### Fascism
I sin inflytelserika, heuristiska definition av fascism som palingenetisk populistisk ultranationalism har Roger Griffin identifierar det palingenetiska (av grekiskan: παλιγγενεσία 'pånyttfödelse') myten som fascismens ideologiska kärna. Myten består av två komponenter: först, uppfattningen att de nuvarande maktstrukturerna i ett land är dekadenta och korrupta och måste ersättas av något nytt, och för det andra att tiden för en nationell pånyttfödelse är nära förestående. Den palingenetiska myten är således en form av cyklisk tidsuppfattning.

### Nazism
Ernst Cassirer har identifierar myten om den ariska rasen som central i nazistisk ideologi. I synnerhet diskuterar han Gobineaus konstruktion av arierna, som inkorporerar idéer från hinduisk tro såväl som germansk mytologi. Gobineau menar att det indiska kastsystemet skapades för att den brahminska kasten ska skyddas mot blod från lägre stående människor, en tanke som blev central i Nazitysklands raslagar. Gobineau hade också en rättspositivistisk syn som utgick från den ariska rasens överlägsenhet; således blir en ariers handlingar goda för att de utförs av arier. Detta tänkesätt har sin rot i germansk mytologi, där hjältar och krigare beviljades inträde till Valhalla baserat på deras mod snarare än dygdiga leverne.

### Syndikalism
Den kanske enskilt viktigaste bidraget till att etablera myt som ett politiskt begrepp är syndikalisten Georges Sorels skrifter om generalstrejk och våld. Sorel noterar att alla stora sociala rörelser drivs av en föreställning om att deras handlingar kommer att resultera i att just deras politiska uppfattning går vinnande ur striden. Det är detta som Sorel menar utgör en politisk myt. Politik är en strid för Sorel, som menar att den socialistiska revolutionen kan kickstartas genom att en generalstrejk utlyses, där en elit av arbetare leder den stora massan. Myter är inte abstrakta beskrivningar av samhället, utan som Sorel uttrycker det, ett uttryck för en vilja att agera.

### Grön ideologi
Grön ideologi präglas av två centrala idéer: att det finns gränser för tillväxt, och att människan måste gå från en antropocentrisk till en ekocentrisk världsbild. Således är narrativ om en ekologisk katastrof alltid en närvarande komponent i grön ideologi. David Runciman menar att eftersom global uppvärmning inte manifesterar sig på samma sätt över hela jordklotet, leder det till, framförallt i välmående delar av världen, att klimathotet kan avfärdas som ett slags undergångsnarrativ eller rentav som konspirationer. Narrativ om global uppvärmning blir på så sätt mobiliserande för båda klimataktivister och deras motståndare.
Den gröne tänkare som kanske främst har argumenterat för mytens betydelse i grön ideologi är Edward O. Wilson. Wilson föreställer sig en mytologi som appellerar till människan i hennes egenskap av emotionell varelse, men som samtidigt är underbyggd av vetenskapliga rön. Utgångspunkten i en sådan mytologi, menar Wilson, är biodiversiteten; att människan inser sin roll i förhållande till planeten och dess liv i alla dess former.

### Nationalism
Som redan nämnts utgör nationella myter tidiga exempel på politisk myt då de bidrar till att legitimera en maktordning och bidrar till att konsolidera suveränens makt. Forskare om nationalism påpekar att nationalistiska massrörelser alltid har föregåtts av ett akademiskt intresse för en nations förflutna, där ett lands språk och ärorika historia i synnerhet lyfts fram. Tanken på ett ärorikt ursprung eller en gyllene tidsålder, kan som Miroslav Hroch påpekar, leda till att nationalister går väldigt långt tillbaka i historien för att hitta inspiration till sina skapelseberättelser och berättelser om det egna folkets överlägsenhet. Som exempel lyfter han hur bland annat Tacitus' beskrivningar av germanska stammar och berättelser om Arminius har använts för att påvisa ett blodsband mellan forntida germanska folk och dagens tyska folk.
Nationalistiska myter kan såklart också vara samtida i karaktär. Hugh Trevor-Roper menade till exempel att mycket av Skottlands historieskrivning har präglats av myter snarare än fakta. Gerry Hassan menade att den nationalistiska rörelse som byggt upp inför självständighetsomröstningen 2014 präglades av ett flertal politiska myter, som att det skotska folket är i grunden progressivt och således föredrar vänsterpolitik, vilket inte är möjligt om Skottland förblir en del av Storbritannien, och att skottar är mer toleranta än andra folk. En annan myt som lyfts fram som central i skotsk nationalism är myten om den framgångsrika småstaten, där den demokratiska och teknologiska utvecklingen i de skandinaviska och baltiska länderna kopplas samman med deras relativt små befolkningar.